# Édouard Dapples
Pour les articles homonymes, voir Dapples.
Jean Samuel Édouard Dapples, né le 12 décembre 1807 à Lausanne et mort le 30 avril 1887 à Nice, est un inspecteur forestier, syndic de Lausanne et conseiller national suisse.

## Biographie
Le père d'Édouard Dapples, le Dr Jean-Marc-Samuel-Louis Dapples (1760 - 1840), originaire de Bremblens, Morges et Lausanne, est le neveu et le fils adoptif du Dr Auguste Tissot. Il épouse Charlotte-Françoise-Louise Gaulis en 1784 à Vullierens. La famille compte déjà plusieurs enfants lorsque Édouard Dapples voit le jour le 12 décembre 1807.
Édouard passe son enfance à Lausanne dans une maison située à la rue Cité-Devant no 6. Il entre au Collège académique, puis à l'Académie. Il rejoint la société d'étudiants Belles-Lettres en 1823. Il suit ensuite des cours de sylviculture en Allemagne avant de s'installer à Rolle. Il est nommé inspecteur forestier de la Côte le 2 avril 1834.
La même année, il épouse à Bursinel Louise-Hilda-Aglaë d'Aubert, originaire de Gotha (Allemagne), née en 1812 à Cobourg, et domiciliée à Genève. Le couple s'installe à Rolle, où naît leur fils, Marc-Ernest, le 1er février 1836. En 1836 ou au début de 1837, ils retournent à Lausanne, dans la maison paternelle de Montriond. Louise-Hilda-Algaë y décède le 24 octobre.
S'intéressant à la politique, Dapples devient conseiller communal en 1837. Il préside l'Abbaye de l'Arc de 1838 à 1841.
Le 23 juillet 1840, il épouse en secondes noces à Crissier  Marie-Suzanne-Élisabeth Curchod. Ils auront cinq enfants : Blanche-Elisa (1841), Sophie-Charlotte (1843), Auguste-Ferdinand (1848), Rose-Marianne (1850) et Louise-Violette (1857), qui ne survivra pas.
Devenu l'un des dirigeants du parti conservateur, il est élu syndic de Lausanne le 29 décembre 1842. Il élit donc domicile à l'Hôtel de ville. Il est également député au Grand Conseil de 1844 à 1845 et du 7 mars 1847 à 1868. Il siège au Conseil national de 1851 à 1854 et de 1857 à 1866. Il le présidera de 1860 à 1861.
Alors qu'il se fait habituellement remarquer par ses prises de positions en faveur du développement de Lausanne, il s'oppose au projet de construction d'une université fédérale sur le territoire de la commune.
Partisan du développement du réseau routier élaboré par Adrien Pichard et de la ligne de chemin de fer Lausanne-Oron-Berne, Dapples cherche à sortir Lausanne de son isolement. On lui doit aussi le premier système d'éclairage au gaz, mis en service le 31 décembre 1846, ainsi que l'usine à gaz inaugurée à Ouchy en 1848. Il pousse le Conseil communal à acheter l'Hôtel Feller, à l'extrémité est du Grand-Pont, pour en faire un bâtiment postal.
Il renonce à son poste de syndic le 1er mai 1848. Comme conseiller national, il continue à s'intéresser aux problèmes ferroviaires, et principalement au conflit qui oppose l'État à la ville de Lausanne : Dapples soutient le Gouvernement fribourgeois qui veut faire construire une ligne Oron-Fribourg-Berne (impliquant un passage par Morges et Lausanne), alors que le Conseil d'État préconise la variante Genève-Morges-Yverdon-Payerne-Morat-Berne, évitant Lausanne, avec un simple embranchement Morges-Lausanne. Dans un premier temps, selon le vœu de Dapples, le Conseil communal vote une subvention de 600 000 francs et approuve une convention passée avec Fribourg. Après une vive bataille entre le Conseil d'État et les Chambres fédérales, le tracé est accepté le 4 août 1857. Porté par cette victoire politique, Dapples redevient syndic de Lausanne.
En 1860, il est chargé en tant que conseiller national d'aller à Berlin et à Saint-Pétersbourg pour demander aux gouvernements allemand et russe de dissuader Napoléon III d'annexer la Savoie.
En 1864, grâce à l'appui et à la générosité d'Édouard Dapples et de son frère Charles, l'Hospice de l'Enfance est construit. Dapples renonce au Conseil national en 1866, à la syndicature de Lausanne le 28 janvier 1867 et au Grand Conseil en 1868. Libéré de ses charges politiques, il se retire l'été à Jouxtens et l'hiver à Nice. En 1880, il fait don de 12 000 francs au Conseil communal de Lausanne pour l'aménagement d'un quai à Ouchy. Le quai Dapples est réalisé l'année suivante. Il offre en outre 25 000 francs en 1884 pour l'érection d'une fontaine monumentale devant le Palais de Justice de Montbenon. Elle est inaugurée le 15 décembre 1888.
Édouard Dapples meurt le 30 avril 1887 à Nice. Il est enterré à Crissier, le village natal de sa femme, décédée neuf ans plus tôt.

## Toponymie
Lausanne possède depuis 1902 une avenue Édouard Dapples (de l'avenue d'Ouchy à l'avenue de Milan), sur décision municipale de 1898. Le quai Édouard Dapples, situé au niveau du débarcadère d'Ouchy, a été renommé quai Jean-Pascal Delamuraz en mars 1999.